# 風になる (つじあやのの曲)
「風になる」（かぜになる）は、つじあやのの6枚目のシングル。2002年6月26日に、ビクターエンタテインメントから発売された。

## 背景
スタジオジブリ映画『猫の恩返し』の主題歌となったほか、ハウス食品キャンペーンソング・企業CMソングとしても使用された。

## 収録曲
1. 風になる
作詞・作曲：つじあやの / 編曲：根岸孝旨
2. 風になる（Acoustic Version / “猫の恩返し”エンディングVersion）
作詞・作曲：つじあやの / 編曲：根岸孝旨
・映画版ではこちらが採用されている。

## 演奏
- つじあやの：Vocal, Ukulele
- 小倉博和
  - Electric Guitar (#1)
  - Acoustic Guitar (#2)
- 根岸孝旨：Bass, Acoustic Guitar (#1)
- 沼澤尚：Drums (#1)
- 柴田俊文：Organ, Celesta, Synthesizer (#1)
- 大石真理恵：Percussion (#1)
- 山本拓夫：Sax, Recorder (#1)
- 西村浩二：Trumpet (#1)
- 村田陽一：Trombone (#1)
- 金原千恵子ストリングス：Strings (#1)
- 金原千恵子：Violin (#2)
- 高安錬太郎：Computer Programming

## カバー
- 2002年に台湾の歌手曾寶儀（ツァン・ボーイー、ツァン・パオイー）が『專注』のタイトルで中国語でカバー（アルバム『專注-新歌+精選』収録）。
- 2006年に坂田おさむがアルバム『ジブリといっしょ』でカバー。
- 2006年にマレーシアの歌手梁静茹（フィッシュ・リョン）が『小手拉大手』のタイトルで中国語でカバー（アルバム『親親』収録）し、台湾におけるグアム政府観光局のキャンペーンに使用された。
- 蘭華がアルバム『SWEETS! MACARON POP featuring Ranka』（2009年11月17日発売。After Time NQCL-1012。編曲：綾部健三郎。）に収録。
- 2011年に沼倉愛美、原由実、浅倉杏美の3人がラジオ大阪の番組『THE IDOLM@STER STATION!!!』のコーナーの1つ「歌姫楽園2011」にてカバーした。楽曲は2012年発売のアルバム『THE IDOLM@STER STATION!!! Nouvelle Vague』に収録されている。
- 2019年にまちだガールズクワイアがアルバム『MGC CLASSICS VOL.2』でカバー。